# Alvo
Alvo – wieś w Stanach Zjednoczonych, w stanie Nebraska, w hrabstwie Cass.